# Hymne (Gedichtform)
Die Hymne (aus dem Griechischen: hymnos Tongefüge) ist eine Gedichtform. Am besten kann man „Hymne“ als Lobgesang übersetzen.

## Form und Inhalt
Die Hymne hat keine feste Form, und oft wird der freie Vers eingesetzt. Häufig benutzt man auch die Inversion als stilistisches Mittel. Sie ist somit stilistisch stark mit der Ode vergleichbar.
Rein inhaltlich schildert eine Hymne oftmals die festliche Preisung (eines) Gottes. Doch die Hymne kann auch eingesetzt werden, um eine Ortschaft, eine real existierende Person oder aber einen Umstand oder ein Gefühl zu besingen.

## Geschichte

### Hymnen in der ägyptischen Antike
Die Geschichte der Hymnik beginnt im Kult: In der wohl ältesten religiösen Spruchsammlung, den sogenannten Pyramidentexten (ab dem 24. Jahrhundert v. Chr.), dominiert das kultische Motiv. Die in diesen Texten versammelten Hymnen sind an den Totengott Osiris bzw. an den Verstorbenen als Osiris gerichtet, bezeichnen also Formen von Götter- und Totenkult, die als Hauptelemente kultischer Hymnik gelten können. Auch im Alten Testament der Bibel gibt es Lobeshymnen, wie z. B. das Buch der Psalmen.

### Hymnen in der griechisch-römischen Antike
Auch in der griechischen Antike meint der Ausdruck „hymnos“ einen Lob- und Preisgesang auf die Götter, der im Rahmen kultischer, religiöser, meist zu Ehren einzelner Götter ausgerichteter Feste aufgeführt und eigens zu diesem Zweck verfasst wurde, so etwa der Dithyrambus als spezielle Lobeshymne auf Dionysos. Erst die um 500 v. Chr. entstandenen Hymnen bzw. Epinikien Pindars stellen gegenüber der kultisch-rituellen Tradition eine Ausnahme dar, wenngleich sie als an religiösen Festen aufgeführte Siegeslieder ebenfalls jenen Zusammenhang mit göttlichen Mächten herstellen, der den hymnos als Götterlied auszeichnet.
Die lateinischen Kirchenväter führten den Begriff „hymnus“ auf das griechische „hymnos“ zurück, eine synonyme Verwendung fanden auch die Begriffe „psalmos“, „ode“ und ihre lateinischen Entsprechungen „psalmus“ und „canticum“ bzw. „carmen“. Auch die alten Römer kannten die Hymne.

### Hymnen im Barock
Die barocke Hymnik und Odendichtung steht noch sehr in einem rhetorischen und regelpoetischen Kontext. Unordnung und freie Rhythmik wird in der Regelpoetik nur in gebändigter Form als schön empfunden. Als schön galt deshalb der regelmäßige Bau der Hymnen Pindars: die metrische Korrespondenz von „Strophe, Anti-Strophe und der abschließenden, metrisch variierenden Epode.“ Dies zeigt der von Ronsard geprägte und von Boileau-Despréaux in seiner L’art poétique übernommene Begriff der „beau désordre“, also der „schönen Unordnung“.

### Hymnen in der Empfindsamkeit
In seiner Einleitung zum ersten Teil seiner 1757 erschienenen Geistlichen Lieder unterscheidet Klopstock zwei Arten geistlich-religiöser Dichtung, den Gesang und das Lied: „Der Gesang ist fast immer kurz, feurig, stark, voll himmlischer Leidenschaft, oft kühn, heftig“, er ist deshalb nur für „Viele“ bestimmt; dagegen ist das Lied „Ausdruck einer sanften Andacht“, an der die „Meisten“ teilhaben können. Spätestens seit Klopstock muss man daher unterscheiden zwischen einer Hymnik im Sinne des „Liedes“, welche primär im Zeichen kultischer bzw. zeremonieller Verehrung oder Preisung steht, wie sie etwa der christlichen Liturgie zugrunde liegt: In dieser hat die Begeisterung als „sanfte Andacht“ eher kollektiven Charakter. Dagegen steht eine Hymnik im Sinne des „Gesangs“, welche „kühn, feurig, stark“ und voll „himmlischer Leidenschaft“, also von spontaner und subjektiver Begeisterung getragen ist. Hinsichtlich dieser Entwicklung begriff der Bonner Germanist Norbert Gabriel (* 13. Juli 1957; † 4. September 2016) mit dem Begriff „Hymne“ solche lyrischen Texte, deren Sprecher sich „immer im Bezug auf etwas Anderes, Höheres“  bestimmen. Zu diesen hymnisch gesteigerten Liedern wären etwa Klopstocks Ode "Der Zürchersee", das Lied "An die Freude" von Johann Peter Uz oder Friedrich Schillers berühmte Hymne "An die Freude" zu zählen.

## Bekannte Hymnendichter
- Friedrich Gottlieb Klopstock
- Johann Wolfgang von Goethe
- Novalis
- Friedrich Hölderlin
- Georg Trakl
- Stefan George